# Bart Verbruggen
Bart Verbruggen (Zwolle, Países Bajos, 18 de agosto de 2002) es un futbolista neerlandés que juega de portero en el Brighton & Hove Albion F. C. de la Premier League.

## Trayectoria
Se incorporó al R. S. C. Anderlecht en 2020 procedente del NAC Breda. Debutó como profesional el 2 de mayo de 2021, en un empate 2-2 contra el Club Brujas en la Primera División de Bélgica.

## Selección nacional
El 17 de marzo de 2023 recibió su primera convocatoria oficial con la selección absoluta de los Países Bajos para los partidos de clasificación para la Eurocopa 2024 contra la Francia y Gibraltar. Para debutar tuvo que esperar al 13 de octubre de ese mismo año ante Francia en un encuentro que perdieron por uno a dos.

### Participaciones en Eurocopas
| Copa          | Sede     | Resultado   | Partidos | Goles |
| ------------- | -------- | ----------- | -------- | ----- |
| Eurocopa 2024 | Alemania | Semifinales | 6        | 0     |

## Estadísticas

### Clubes
Actualizado al último partido disputado el 27 de diciembre de 2024.
| R. S. C. Anderlecht · Bélgica           | 1.ª           | 2020-21       | 6  | 11 | 0 | 0 | ― | ― | 6  | 11 |
| R. S. C. Anderlecht · Bélgica           | 1.ª           | 2021-22       | 1  | 0  | 0 | 0 | 0 | 0 | 1  | 0  |
| R. S. C. Anderlecht · Bélgica           | 1.ª           | 2022-23       | 17 | 21 | 1 | 2 | 6 | 5 | 24 | 28 |
| R. S. C. Anderlecht · Bélgica           | Total club    | Total club    | 24 | 32 | 1 | 2 | 6 | 5 | 31 | 39 |
| Brighton & Hove Albion F. C. Inglaterra | 1.ª           | 2023-24       | 21 | 28 | 3 | 5 | 3 | 0 | 27 | 33 |
| Brighton & Hove Albion F. C. Inglaterra | 1.ª           | 2024-25       | 16 | 25 | 1 | 0 | — | — | 17 | 25 |
| Brighton & Hove Albion F. C. Inglaterra | Total club    | Total club    | 37 | 53 | 4 | 5 | 3 | 0 | 44 | 58 |
| Total carrera                           | Total carrera | Total carrera | 61 | 85 | 5 | 7 | 9 | 5 | 75 | 97 |
| (1) Hace referencia a goles encajados   |               |               |    |    |   |   |   |   |    |    |